# 현악 사중주 15번 (슈베르트)
현악 4중주 15번 G장조 D. 887은 1826년 6월 프란츠 슈베르트가 작곡한 마지막 4중주곡이다. 이 곡은 서정적 아이디어에 초점을 맞추고 그의 작곡에서 아주 보기 드문 광범위한 양식을 추구한다. 슈베르트는 다양한 동적 대비와 질감 및 피치카토의 사용으로 이를 강화했다. 슈베르트가 전통적인 화음 구조보다는 서정성에 중점을 두었기 때문에, 이 4중주에서 악장의 구조적 형태는 다소 모호하다. 4중주곡의 악장 구성은 다음과 같다.
1. 알레그로 몰토 모데라토(G장조)
2. Andante un poco moto ( E 단조 )
3. 스케르초 . 알레그로 비바체 - 트리오 . 알레그레토( B단조 )
4. 알레그로 아사이(G장조)

### I. 알레그로 몰토 모데라토
첫 번째 악장은 교대 장조와 단조 모드 내에서 반음계 내림차순 4도의 동기를 기반으로 한다. 16분음표 픽업에서 점 8분음표로 시작하는 이 악장의 주요 서정적 주제는 4중주의 나머지 악장에서 다양한 변형으로 들릴 것이다. 

### II. 안단테 운 포코 모토
극적인 느린 악장에는 행진 리듬과 갑작스러운 상향 바이올린 글리산도, 가장 낮은 현으로의 하락, 그리고 다시 트레몰로의 많은 사용이 포함된다. 

### III. 스케르초. 알레그로 비바체 - 트리오. 알레그레토
스케르초는 멘델스존을 예고하는 것이다. 트리오는 처음에는 첼로와 제1 바이올린, 그 다음에는 제1 바이올린과 비올라, 그 다음에는 다시 첼로와 제1 바이올린 사이의 가벼운 반주 듀엣이다.

### IV. 알레그로 아사이
피날레는 악장이 소나타인지 론도인지 명확하지 않은 확장된 악장에서 앞 악장의 모호한 형식을 계속한다. 장조와 단조 모드의 교환이 급격하다. 리듬은 타란텔라를 연상시킨다.